# Generation Swine
Generation Swine je sedmé studiové album rockové skupiny Mötley Crüe. Na tomto albu se do sestavy vrátil zpěvák Vince Neil.

## Seznam skladeb
| Pořadí         | Název                  | Autor                 | Hudba                              | Délka |
| -------------- | ---------------------- | --------------------- | ---------------------------------- | ----- |
| 1.             | Find Myself            |                       | Nikki Sixx / Mick Mars / Tommy Lee | 2:51  |
| 2.             | Afraid                 | Sixx                  |                                    | 4:07  |
| 3.             | Flush                  |                       | Sixx / Lee / John Corabi           | 5:03  |
| 4.             | Generation Swine       |                       | Sixx / Lee                         | 4:39  |
| 5.             | Confessions            | Lee                   | Lee / Mars                         | 4:21  |
| 6.             | Beauty                 | Sixx / Scott Humphrey | Sixx / Lee                         | 3:47  |
| 7.             | Glitter                | Sixx / Bryan Adams    | Sixx / Humphrey / Adams            | 5:00  |
| 8.             | Anybody Out There?     |                       | Lee / Sixx                         | 1:50  |
| 9.             | Let Us Prey            | Sixx / Corabi         |                                    | 4:22  |
| 10.            | Rocketship             |                       |                                    | 2:05  |
| 11.            | A Rat Like Me          |                       |                                    | 4:13  |
| 12.            | Shout at the Devil '97 |                       |                                    | 3:43  |
| 13.            | Brandon                | Lee                   | Lee                                | 3:25  |
| Celková délka: | Celková délka:         | Celková délka:        | Celková délka:                     | 64:06 |

## Obsazení
- Vince Neil – zpěv
- Mick Mars – kytara
- Nikki Sixx – basová kytara
- Tommy Lee – bicí, piano